# Абе Вірсма
Абе Вірсма (нід. Abe Wiersma; нар. 11 серпня 1994) — нідерландський веслувальник, олімпійський чемпіон 2020 року.

## Міжнародне представництво з академічного веслування
Дебют Вірсми як представника Нідерландів відбувся у 2011 році, коли він був відібраний у човні-четвірці для участі в юніорському чемпіонаті світу з веслування в Ітон-Дорні. Наступного року він також виступав за Нідерланди в четвірці на чемпіонаті світу серед юніорів 2012 року.  З 2014 по 2016 рік Вірсма веслував за Нідерланди на чемпіонаті світу з веслування серед молоді до 23 років спочатку в четвірці, а потім в двійці, завоювавши бронзові медалі в 2015 та 2016 роках.
У 2017 році Вірсма і Коен Мецемакерс забезпечили собі місця в голландській чоловічій четвірці-четвірці, і вони виступали в цьому човні на всіх трьох Кубках світу з академічного веслування, чемпіонаті Європи та чемпіонаті світу з академічного веслування 2017 року в Сарасота, штат Флорида, де вони фінішували на загальному четвертому місці. Вірсма утримав своє місце в 2018 році, знову беручи участь у трьох Кубках світу з академічного веслування, чемпіонаті Європи 2018 року та чемпіонаті світу з академічного веслування 2018 року у Пловдиві.
У 2019 році, коли Метсемейкерс отримав інсульт, а Стефан Броенінк змінився на Тоне Вітена, голландська четвірка продовжувала покращувати свій рейтинг, вигравши золото на чемпіонаті Європи, посівши третє місце на чемпіонаті світу з веслування III, а потім на чемпіонаті світу з веслування 2019 року в Лінц-Оттенсхаймі, взявши золоту медаль, випередивши Польщу, завоювавши для Вірсми та екіпажу титул чемпіона світу. Екіпаж залишився разом з обмеженими міжнародними перегонами у 2020 році, коли він знову виграв чемпіонат Європи.    
Вони розпочали свою кампанію 2021 року на відкладену Олімпіаду в Токіо з другого місця на Чемпіонат Європи 2021 року та золотої медалі на Кубок світу з веслування II у травні 2021 року.    

## Виступи на Олімпіадах
| Олімпіада  | Дисципліна     | Місце |
| ---------- | -------------- | ----- |
| Токіо 2020 | парні четвірки | 1     |

## Зовнішні посилання
- Абе Вірсма на сайті FISA.